# Zentralrat Deutscher Sinti und Roma
Der Zentralrat Deutscher Sinti und Roma mit Sitz in Heidelberg ist die bundesweite politische Interessenvertretung der in Deutschland lebenden Sinti und Roma deutscher Staatsbürgerschaft. Er setzt sich darüber hinaus auch auf europäischer Ebene für die Rechte und Belange von Sinti und Roma ein.

## Geschichte
Nachdem der 1958 in Mannheim ins Leben gerufene Verband  und Interessengemeinschaft rassisch Verfolgter nichtjüdischen Glaubens deutscher Staatsbürger, der sich für die Strafverfolgung der NS-Verbrechen und die Anerkennung von Sinti und Roma als Opfergruppe eingesetzt hatte, die Arbeit 1968 nach dem Tod des Mitgründers Oskar Rose eingestellt hatte, führten Vinzenz Rose und Oskar Roses Sohn Romani Rose die Arbeit mit dem Verband Deutscher Sinti fort. Angeregt durch die internationale Vernetzung kam es in den 1970er Jahren zu Erfolgen beim Schaffen medialer und politischer Aufmerksamkeit für das Schicksal der Minderheit. Im Februar 1982 gründeten wesentliche Akteure der sich in den vorangegangenen Jahren formierten Bürgerrechtsbewegung den Zentralrat Deutscher Sinti und Roma. Vorsitzender ist seitdem Romani Rose. Ehrenvorsitzender war bis zu seinem Tod Franz Rosenbach. Ein Jahr nach der Gründung des Zentralrats gründete sich 1983 in Hamburg die Rom und Cinti Union, die sich stärker als der Zentralrat auf die Situation der v. a. aus Osteuropa geflohenen Roma einsetzte.

## Handlungsfelder, politische Erfolge

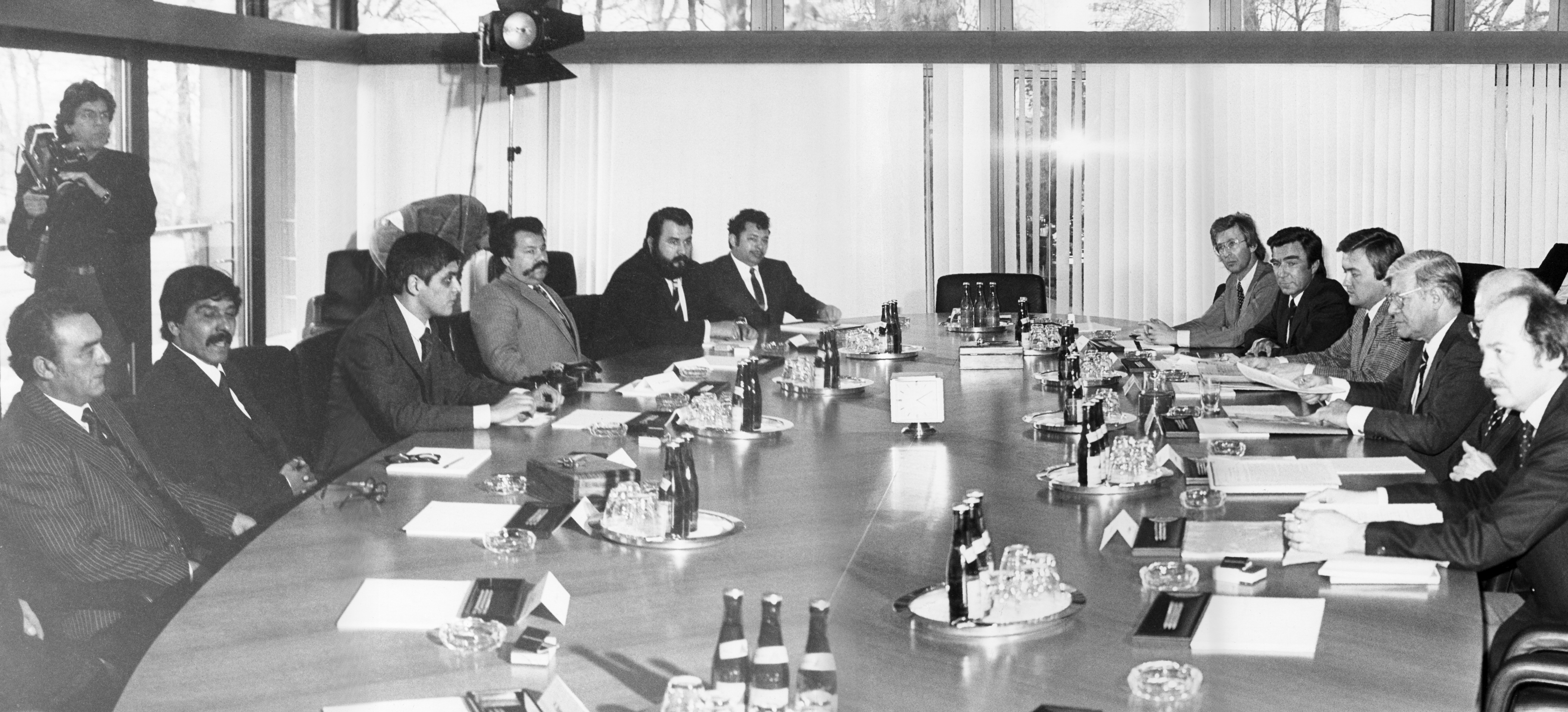
Gespräch des Zentralrats Deutscher Sinti und Roma mit dem damaligen Bundeskanzler Helmut Schmidt (1982)

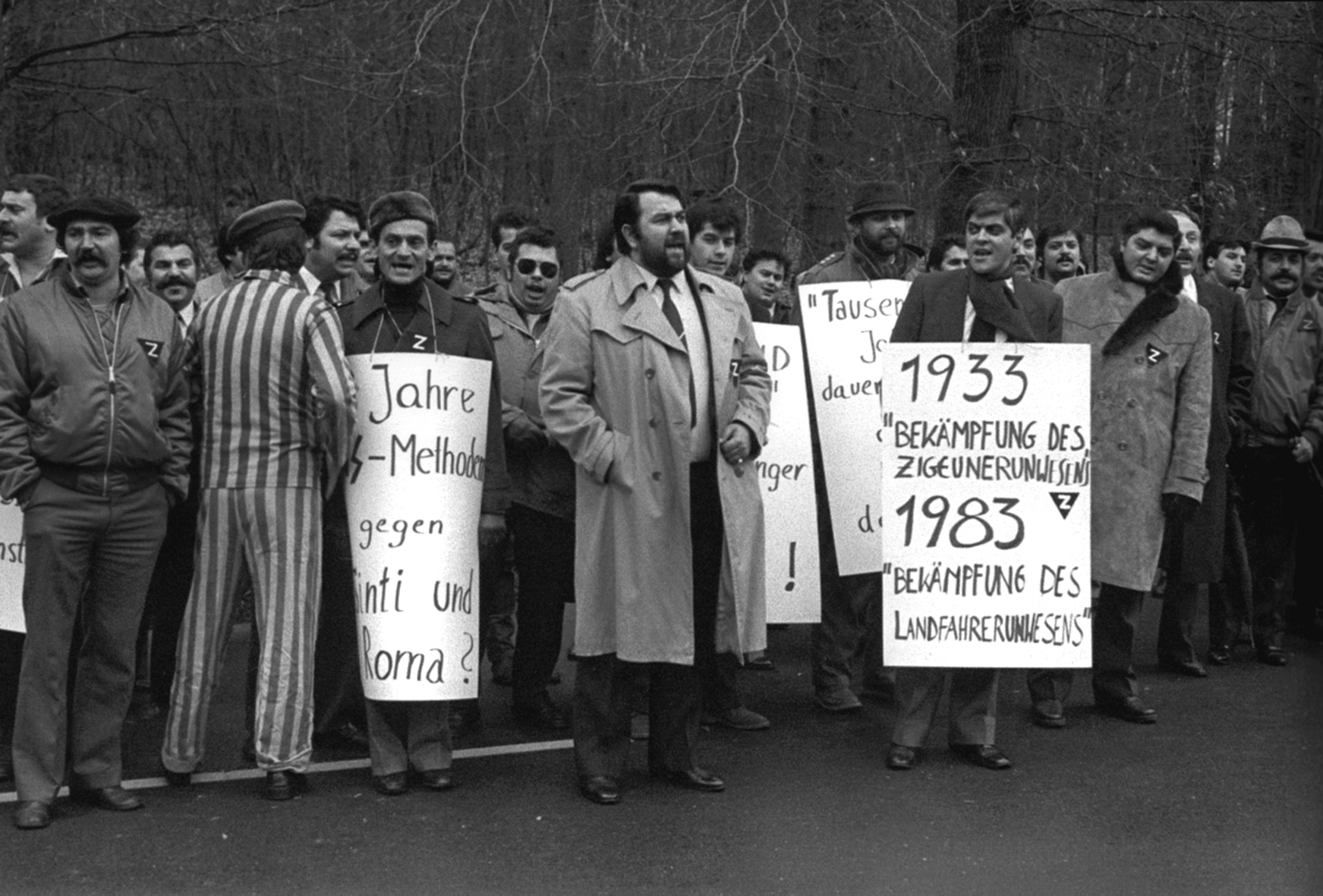
Demonstration von Sinti und Roma am 28. Januar 1983 anlässlich des 50. Jahrestags der Machtergreifung vor dem BKA

Am 17. März 1982 empfing der damalige Bundeskanzler Helmut Schmidt eine Delegation des Zentralrats. Er erkannte in völkerrechtlich bedeutsamer Weise die nationalsozialistischen Verbrechen an den Sinti und Roma als Völkermord aus rassischen Gründen an. Seither führt der Zentralrat Gespräche mit der Bundes- und den Landesregierungen zum Schutz vor Diskriminierung und zur Förderung als nationale Minderheit. Außerdem fördert er das Gedenken an die Opfer des Porajmos, die Aufklärung und Dokumentation über die begangenen NS-Verbrechen und die Entschädigung der Überlebenden.
- Die erste internationale Gedenkkundgebung zur Erinnerung an den nationalsozialistischen Völkermord an 500.000 Roma und Sinti fand im Oktober 1979 im ehemaligen Konzentrationslager Bergen-Belsen statt.
- Seit dem Jahr 1985 bewirkte der Zentralrat grundlegende Änderungen bezüglich der früheren diskriminierenden Entschädigungspraxis für die noch lebenden KZ-Opfer der deutschen Sinti und Roma. In 3200 Einzelfällen wurden Neuentscheidungen der Entschädigungsbehörden durchgesetzt.
- Der Zentralrat machte zudem nach jahrelangen Auseinandersetzungen mit den Innenministern der Länder und dem Bundesinnenministerium die zum Teil aus der Zeit des Nationalsozialismus übernommenen Methoden der rassistischen Sondererfassung bei Justiz- und Polizeibehörden bekannt.
- Der Zentralrat verlangt seit 1993 ein Diskriminierungsverbot in den Landesmediengesetzen, um diskriminierende und stigmatisierende Berichterstattung zu verhindern. Die Praxis der Minderheitenkennzeichnung, wie sie von den Nationalsozialisten für Juden sowie für Sinti und Roma angeordnet worden war, findet sich noch heute in Presseberichten. Um sich gegen derartige Diskriminierung zu wehren, legte der Zentralrat Protest gegen 40 Zeitungsartikel und zwei Agenturmeldungen aus einem Jahreszeitraum 2004/2005 ein.
- 1995 setzte der Zentralrat die gesetzliche Anerkennung der deutschen Sinti und Roma als nationale Minderheit mit eigener Minderheitensprache, dem Romanes, gemäß der Charta des Europarats durch.
- Im Jahr 2006 forderte der Zentralrat von der Bundesregierung schärfere Strafgesetze zur besseren Bekämpfung rassistisch motivierter Gewalttaten durch Einzelne oder Gruppen.
- Am 17. November 2007 gründete die Vereinigung zusammen mit dem Dokumentations- und Kulturzentrum Deutscher Sinti und Roma und der Manfred Lautenschläger-Stiftung den Europäischen Bürgerrechtspreis der Sinti und Roma. Er ging  2008 an Wladyslaw Bartoszewski, 2010 an Simone Veil, 2012 an Thomas Hammarberg,[5] 2014 an Tilman Zülch und 2016 an Amnesty International.
- Am 24. Oktober 2012 wurde das bundesweite Denkmal für die im Nationalsozialismus ermordeten Sinti und Roma Europas im Beisein von Bundeskanzlerin Angela Merkel und Bundespräsident Joachim Gauck im Großen Tiergarten in Berlin eingeweiht.
- Im kulturellen Bereich unterstützt die Organisation viele Veranstaltungen und Projekte, in denen sich Angehörige der Minderheit artikulieren und die durch einen interkulturellen Dialog zu einem wechselseitigen Verständnis beitragen können, darunter das auch von der EU unterstützte Projekt Roma Routes.[6]
- Der Zentralrat wendet sich in Stellungnahmen gegen antiziganistische Maßnahmen und Vorgänge auch im Ausland und tritt für einen besseren Schutz der Betroffenen ein. So spricht sich der Vorsitzende des Zentralrats dafür aus, „keine Minderheitenangehörigen“ – er meint damit insgesamt „Bosniaken, Kroaten, Gorani, Roma, Ashkali, Balkan-Ägypter“ – in den Kosovo abzuschieben, solange die Lage dort für Rückkehrer unsicher sei. Das Rückführungsabkommen solle ausgesetzt und den bereits lange in Deutschland lebenden Kosovo-Roma dauerhafter Aufenthalt gewährt werden.[7]

## Struktur

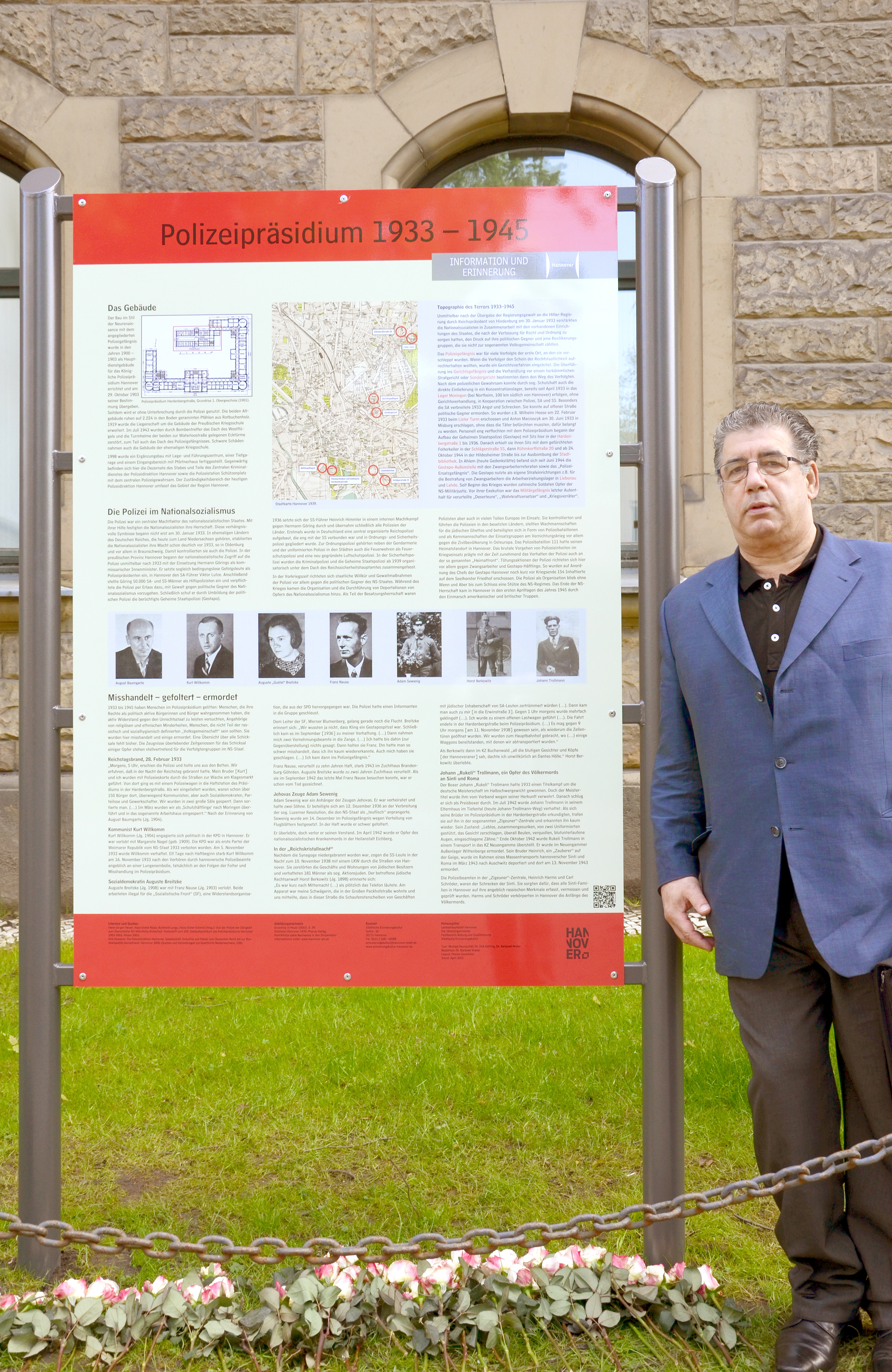
Oswald Marschall, leitender Referent vom Zentralrat Deutscher Sinti und Roma, hier vor der am 4. Mai 2015 enthüllten Erinnerungs- und Gedenktafel vor dem Hauptgebäude der Polizeidirektion Hannover

Der Verein ist der politische Dachverband von 17 Mitgliedsvereinen, den neun Landesverbänden und mehreren weiteren Zusammenschlüssen. Der Zentralrat trägt das Dokumentations- und Kulturzentrum Deutscher Sinti und Roma in Heidelberg, ein bedeutendes Kulturzentrum und zugleich ein Archiv für den Porajmos, die NS-Verfolgung der deutschen Sinti und Roma. Der Zentralrat wird mit jährlich rund 500.000 Euro aus Mitteln des Beauftragten der Bundesregierung für Kultur und Medien gefördert.

### Mitgliedsvereine
Mitgliedsvereine sind:
- Bremer Sinti-Verein e. V.
- Bremerhavener Sinti-Verein
- Landesverein der Sinti in Hamburg
- Verein Deutscher Sinti Minden
- Landesverband Deutscher Sinti und Roma Berlin-Brandenburg
- Verband Deutscher Sinti und Roma
- Landesverband Deutscher Sinti und Roma Nordrhein-Westfalen
- Verband Deutscher Sinti und Roma (Landesverband Hessen)
- Verband Deutscher Sinti und Roma (Landesverband Saarland)
- Verband Deutscher Sinti und Roma (Landesverband Rheinland-Pfalz)
- Landesvertretung Deutscher Sinti und Roma Baden-Württemberg (Sinti Powerclub e. V.)
- Verband Deutscher Sinti und Roma (Landesverband Bayern)
- Verband Deutscher Sinti und Roma – Landesverband Schleswig-Holstein
- Sinti-Union Freiburg
- Verband der Sinti und Roma in Karlsruhe
- Verband Deutscher Sinti, Bundesverband
- Verein der katholischen Roma e. V.
- Verein der vereinigten polnischen katholischen Roma
- Verein zur Förderung von Kultur und Handwerk – Sinti-Werkstatt Landau

Der Verband Deutscher Sinti und Roma Landesverband Baden-Württemberg war bis 2021 Mitglied im Zentralrat Deutscher Sinti und Roma. Danach wurde die Landesvertretung Deutscher Sinti und Roma Baden-Württemberg Mitglied.

## Staatsvertrag mit dem Freistaat Bayern
Am 20. Februar 2018 unterzeichnete der bayerische Ministerpräsident Horst Seehofer einen Vertrag mit dem Verband Deutscher Sinti und Roma, dem bayerischen Landesverband des Zentralrats. Knapp drei Jahre nach einem einstimmigen Beschluss des Bayerischen Landtags erfüllte die Staatsregierung den Auftrag. Für den Verband Deutscher Sinti und Roma unterschrieb der Landesvorsitzende Erich Schneeberger. Mit dem Vertrag sollen das Geschichtsbewusstsein im Bundesland sowie die Aufklärung über und die Förderung von Toleranz gegenüber Minderheiten in den Mittelpunkt öffentlicher Aufmerksamkeit gerückt werden. Darüber hinaus regelt der Vertrag eine finanzielle Förderung des Verbandes durch die Staatsregierung neu. Bislang waren die Zuweisungen des Landes an den Verband freiwillige Leistungen, in Zukunft eine Vertragspflicht.
Der Vertragsabschluss sei für die Sinti und Roma „von zentraler Bedeutung“ und habe großen Einfluss auf ihre Gleichstellung sowie den Erhalt ihrer Kultur und Tradition, sagte Schneeberger. „Mit der Vertragsunterzeichnung setzen wir ein historisches Zeichen“, äußerte Seehofer. Bayern bekennt sich damit zu seiner politisch-historischen Verantwortung gegenüber den Sinti und Roma, die lange Zeit zu den vergessenen Opfern der nationalsozialistischen Gewaltherrschaft zählten.

## Film
- Peter Nestler (Regie): Unrecht und Widerstand. Romani Rose und die Bürgerrechtsbewegung (… der Sinti und Roma) Dokumentarfilm, D, 2022, 112 Min.[11]